# Bơi lội tại giải vô địch bơi lội thế giới 2015 - Bơi tự do 50m nam
Phần thi bơi tự do 50m nam tại hạng mục bơi lội của Giải vô địch bơi lội thế giới 2015 được tổ chức từ ngày 7 tháng 8 với vòng loại và bán kết, đến ngày 8 tháng 8 với chung kết.

## Kỉ lục
Trước cuộc thi, các kỉ lục thế giới và kỉ lục của giải được trình bày trong bảng dưới đây.
| Kỉ lục thế giới | Bản mẫu:Lá cờathlete | 20.91 | São Paulo, Brazil | 18 tháng 12 năm 2009 |
| Kỉ lục của giải | Bản mẫu:Lá cờathlete | 21.08 | Rome, Italy       | 1 tháng 8 năm 2009   |

## Kết quả

### Vòng loại
Vòng loại tổ chức lúc 9 giờ 30 phút.
| Thứ hạng | Nhánh đấu | Làn bơi | Tên vận động viên       | Quốc tịch                                        | Thời gian | Ghi chú |
| -------- | --------- | ------- | ----------------------- | ------------------------------------------------ | --------- | ------- |
| 1        | 12        | 4       | Florent Manaudou        | Bản mẫu:Lá cờlink                                | 21.71     | Q       |
| 2        | 11        | 2       | Nathan Adrian           | Bản mẫu:Lá cờlink                                | 21.73     | Q       |
| 3        | 12        | 2       | Kristian Golomeev       | Bản mẫu:Lá cờlink                                | 21.87     | Q       |
| 4        | 12        | 5       | Vladimir Morozov        | Bản mẫu:Lá cờlink                                | 21.97     | Q       |
| 5        | 11        | 5       | Bruno Fratus            | Bản mẫu:Lá cờlink                                | 22.01     | Q       |
| 6        | 10        | 4       | Marco Orsi              | Bản mẫu:Lá cờlink                                | 22.03     | Q       |
| 7        | 10        | 5       | Ben Proud               | Bản mẫu:Lá cờlink                                | 22.13     | Q       |
| 8        | 10        | 3       | Krisztián Takács        | Bản mẫu:Lá cờlink                                | 22.21     | Q       |
| 9        | 11        | 7       | Andriy Hovorov          | Bản mẫu:Lá cờlink                                | 22.23     | Q       |
| 10       | 12        | 6       | Katsumi Nakamura        | Bản mẫu:Lá cờlink                                | 22.25     | Q       |
| 11       | 11        | 3       | Matthew Abood           | Bản mẫu:Lá cờlink                                | 22.28     | Q       |
| 12       | 10        | 7       | Shinri Shioura          | Bản mẫu:Lá cờlink                                | 22.34     | Q       |
| 13       | 12        | 7       | Andrey Grechin          | Bản mẫu:Lá cờlink                                | 22.38     | Q       |
| 14       | 10        | 6       | Ning Zetao              | Bản mẫu:Lá cờlink                                | 22.43     | Q       |
| 15       | 11        | 4       | Anthony Ervin           | Bản mẫu:Lá cờlink                                | 22.44     | Q       |
| 16       | 12        | 8       | Odysseus Meladinis      | Bản mẫu:Lá cờlink                                | 22.47     | Q       |
| 17       | 10        | 1       | François Heersbrandt    | Bản mẫu:Lá cờlink                                | 22.48     |         |
| 17       | 11        | 1       | Luca Dotto              | Bản mẫu:Lá cờlink                                | 22.48     |         |
| 19       | 12        | 1       | Clément Mignon          | Bản mẫu:Lá cờlink                                | 22.50     |         |
| 20       | 10        | 2       | Yu Hexin                | Bản mẫu:Lá cờlink                                | 22.51     |         |
| 20       | 10        | 0       | Simonas Bilis           | Bản mẫu:Lá cờlink                                | 22.51     |         |
| 22       | 11        | 6       | Ari-Pekka Liukkonen     | Bản mẫu:Lá cờlink                                | 22.54     |         |
| 23       | 9         | 6       | Christoffer Carlsen     | Bản mẫu:Lá cờlink                                | 22.61     |         |
| 24       | 12        | 9       | Marius Radu             | Bản mẫu:Lá cờlink                                | 22.65     |         |
| 25       | 10        | 9       | Miguel Ortiz-Cañavate   | Bản mẫu:Lá cờlink                                | 22.66     |         |
| 25       | 11        | 0       | Renzo Tjon-A-Joe        | Bản mẫu:Lá cờlink                                | 22.66     |         |
| 27       | 9         | 0       | Anton Latkin            | Bản mẫu:Lá cờlink                                | 22.67     |         |
| 27       | 11        | 8       | Jasper Aerents          | Bản mẫu:Lá cờlink                                | 22.67     |         |
| 29       | 9         | 5       | Geoffrey Cheah          | Bản mẫu:Lá cờlink                                | 22.68     |         |
| 30       | 9         | 8       | Mario Todorović         | Bản mẫu:Lá cờlink                                | 22.71     |         |
| 31       | 9         | 3       | Boris Stojanović        | Bản mẫu:Lá cờlink                                | 22.81     |         |
| 32       | 11        | 9       | Dylan Carter            | Bản mẫu:Lá cờlink                                | 22.82     |         |
| 33       | 9         | 7       | Ali Khalafalla          | Bản mẫu:Lá cờlink                                | 22.88     |         |
| 33       | 10        | 8       | Karl Krug               | Bản mẫu:Lá cờlink                                | 22.88     |         |
| 35       | 8         | 5       | Sidni Hoxha             | Bản mẫu:Lá cờlink                                | 22.93     |         |
| 36       | 9         | 1       | Cristian Quintero       | Bản mẫu:Lá cờlink                                | 22.94     |         |
| 37       | 8         | 2       | Julien Henx             | Bản mẫu:Lá cờlink                                | 22.97     |         |
| 38       | 8         | 3       | Virdhawal Khade         | Bản mẫu:Lá cờlink                                | 23.01     |         |
| 39       | 8         | 0       | Elvis Burrows           | Bản mẫu:Lá cờlink                                | 23.06     |         |
| 40       | 9         | 2       | Demir Atasoy            | Bản mẫu:Lá cờlink                                | 23.16     |         |
| 41       | 8         | 1       | Oliver Elliot           | Bản mẫu:Lá cờlink                                | 23.29     |         |
| 41       | 9         | 9       | Luís Flores             | Bản mẫu:Lá cờlink                                | 23.29     |         |
| 43       | 8         | 7       | Jordan Augier           | Bản mẫu:Lá cờlink                                | 23.30     |         |
| 44       | 7         | 2       | Vahan Mkhitaryan        | Bản mẫu:Lá cờlink                                | 23.36     |         |
| 45       | 12        | 0       | Alejandro Escudero      | Bản mẫu:Lá cờlink                                | 23.38     |         |
| 46       | 8         | 8       | Andrew Chetcuti         | Bản mẫu:Lá cờlink                                | 23.43     |         |
| 47       | 7         | 6       | Sam Seghers             | Bản mẫu:Lá cờlink                                | 23.46     |         |
| 48       | 7         | 7       | Allan Gutiérrez         | Bản mẫu:Lá cờlink                                | 23.47     |         |
| 49       | 8         | 6       | Mohammad Madwa          | Bản mẫu:Lá cờlink                                | 23.50     |         |
| 50       | 7         | 5       | Maksim Inić             | Bản mẫu:Lá cờlink                                | 23.54     |         |
| 51       | 8         | 4       | Gabriel Melconian Alvez | Bản mẫu:Lá cờlink                                | 23.73     |         |
| 52       | 8         | 9       | Meli Malani             | Bản mẫu:Lá cờlink                                | 23.78     |         |
| 53       | 7         | 9       | Jagger Stephens         | Bản mẫu:Lá cờlink                                | 23.84     |         |
| 54       | 5         | 5       | Ahmad Attellesey        | Bản mẫu:Lá cờlink                                | 23.89     |         |
| 54       | 7         | 8       | Mikel Schreuders        | Bản mẫu:Lá cờlink                                | 23.89     |         |
| 56       | 6         | 4       | Thibaut Danho           | Bản mẫu:Lá cờlink                                | 23.91     |         |
| 57       | 7         | 4       | Stanislav Karnaukhov    | Bản mẫu:Lá cờlink                                | 23.92     |         |
| 58       | 6         | 3       | Jhonny Pérez            | Bản mẫu:Lá cờlink                                | 24.11     |         |
| 59       | 6         | 2       | Sidrell Williams        | Bản mẫu:Lá cờlink                                | 24.15     |         |
| 60       | 6         | 6       | Abdoul Niane            | Bản mẫu:Lá cờlink                                | 24.18     |         |
| 61       | 6         | 0       | José Quintanilla        | Bản mẫu:Lá cờlink                                | 24.19     |         |
| 62       | 7         | 0       | Miguel Mena             | Bản mẫu:Lá cờlink                                | 24.25     |         |
| 63       | 7         | 3       | Anthony Barbar          | Bản mẫu:Lá cờlink                                | 24.31     |         |
| 64       | 6         | 7       | Cherantha de Silva      | Tập tin:Fina-logo2.jpg FINA Independent Athletes | 24.32     |         |
| 65       | 4         | 6       | Mohammad Rahman         | Bản mẫu:Lá cờlink                                | 24.43     |         |
| 66       | 6         | 9       | João Aguiar             | Bản mẫu:Lá cờlink                                | 24.44     |         |
| 67       | 5         | 2       | Christian Nikles        | Bản mẫu:Lá cờlink                                | 24.55     |         |
| 68       | 6         | 5       | Issa Mohamed            | Bản mẫu:Lá cờlink                                | 24.56     |         |
| 69       | 5         | 3       | Denilson da Costa       | Bản mẫu:Lá cờlink                                | 24.66     |         |
| 70       | 5         | 9       | Abeku Jackson           | Bản mẫu:Lá cờlink                                | 24.72     |         |
| 71       | 4         | 3       | Noah Mascoll-Gomes      | Bản mẫu:Lá cờlink                                | 24.79     |         |
| 72       | 5         | 0       | Hilal Hemed Hilal       | Bản mẫu:Lá cờlink                                | 24.86     |         |
| 73       | 5         | 7       | Alex Sobers             | Bản mẫu:Lá cờlink                                | 24.87     |         |
| 74       | 5         | 1       | Lum Zhaveli             | Bản mẫu:Lá cờlink                                | 24.91     |         |
| 75       | 5         | 4       | Faraj Saleh             | Bản mẫu:Lá cờIOC2                                | 24.98     |         |
| 76       | 6         | 1       | Samson Forcados         | Bản mẫu:Lá cờlink                                | 25.02     |         |
| 77       | 4         | 4       | Valentin Gorshkov       | Bản mẫu:Lá cờlink                                | 25.07     |         |
| 78       | 4         | 5       | Kerry Ollivierre        | Bản mẫu:Lá cờlink                                | 25.37     |         |
| 79       | 5         | 8       | Batsaikhan Dulguun      | Bản mẫu:Lá cờlink                                | 25.42     |         |
| 80       | 4         | 2       | Ekirikubinza Tibatemwa  | Bản mẫu:Lá cờlink                                | 25.54     | NR      |
| 81       | 5         | 6       | Mohammad Abdo           | Bản mẫu:Lá cờlink                                | 25.84     |         |
| 82       | 3         | 3       | Andrew Fowler           | Bản mẫu:Lá cờlink                                | 26.03     |         |
| 83       | 4         | 7       | Giordan Harris          | Bản mẫu:Lá cờlink                                | 26.18     |         |
| 84       | 4         | 8       | Muhammad Saad           | Bản mẫu:Lá cờlink                                | 26.19     |         |
| 85       | 1         | 5       | Mamadou Soumaré         | Bản mẫu:Lá cờlink                                | 26.41     |         |
| 86       | 3         | 2       | Billy-Scott Irakoze     | Bản mẫu:Lá cờlink                                | 26.50     |         |
| 87       | 3         | 5       | Olim Kurbanov           | Bản mẫu:Lá cờlink                                | 26.64     |         |
| 88       | 3         | 8       | Shane Cadogan           | Bản mẫu:Lá cờlink                                | 26.70     |         |
| 89       | 3         | 4       | Ibrahim Nishwan         | Bản mẫu:Lá cờlink                                | 26.76     |         |
| 90       | 3         | 6       | Dionisio Augustine      | Bản mẫu:Lá cờIOC2                                | 26.92     |         |
| 91       | 1         | 3       | Amadou Camara           | Bản mẫu:Lá cờlink                                | 26.99     |         |
| 92       | 2         | 4       | Shawn Wallace           | Bản mẫu:Lá cờlink                                | 27.02     |         |
| 93       | 3         | 7       | Mohamed Adnan           | Bản mẫu:Lá cờlink                                | 27.17     |         |
| 94       | 1         | 4       | Pap Jonga               | Bản mẫu:Lá cờIOC2                                | 27.24     |         |
| 94       | 3         | 9       | Jules Bessan            | Bản mẫu:Lá cờlink                                | 27.24     |         |
| 96       | 2         | 5       | Takumi Sugie            | Bản mẫu:Lá cờlink                                | 27.26     |         |
| 97       | 6         | 8       | Athoumane Soilihi       | Bản mẫu:Lá cờlink                                | 27.34     |         |
| 98       | 2         | 7       | Santisouk Inthavong     | Bản mẫu:Lá cờlink                                | 27.42     |         |
| 99       | 4         | 1       | Sirish Gurung           | Bản mẫu:Lá cờlink                                | 27.45     |         |
| 100      | 1         | 2       | Ebrahim Al-Maleki       | Bản mẫu:Lá cờlink                                | 27.55     |         |
| 101      | 2         | 3       | Albarchir Mouctar       | Bản mẫu:Lá cờlink                                | 27.57     |         |
| 102      | 3         | 0       | Hemthon Ponloeu         | Bản mẫu:Lá cờlink                                | 27.63     |         |
| 103      | 2         | 0       | Osman Kamara            | Bản mẫu:Lá cờlink                                | 27.70     |         |
| 104      | 2         | 2       | Patrick Rukundo         | Bản mẫu:Lá cờlink                                | 27.75     |         |
| 105      | 2         | 1       | Abdelaziz Ahmed         | Bản mẫu:Lá cờlink                                | 27.88     |         |
| 106      | 2         | 8       | Emeric Kpegba           | Bản mẫu:Lá cờlink                                | 28.29     |         |
| 107      | 3         | 1       | Tindwende Sawadogo      | Bản mẫu:Lá cờlink                                | 28.39     |         |
| 108      | 1         | 9       | Dienov Koka             | Bản mẫu:Lá cờlink                                | 28.53     |         |
| 109      | 2         | 6       | Brave Lifa              | Bản mẫu:Lá cờlink                                | 29.07     |         |
| 110      | 2         | 9       | Mael Ambonguilat        | Bản mẫu:Lá cờlink                                | 29.25     |         |
| 111      | 1         | 0       | Ahmed Alwan             | Bản mẫu:Lá cờlink                                | 30.77     |         |
| 112      | 1         | 7       | Frantz Dorsainvil       | Bản mẫu:Lá cờlink                                | 31.93     |         |
| 113      | 1         | 8       | Mokhoro Makara          | Bản mẫu:Lá cờlink                                | 55.80     |         |
|          | 1         | 1       | Shad Perriere           | Bản mẫu:Lá cờlink                                |           | DNS     |
|          | 1         | 6       | Charly Ndjoume          | Bản mẫu:Lá cờlink                                |           | DNS     |
|          | 7         | 1       | Lorenzo Loria           | Bản mẫu:Lá cờlink                                |           | DNS     |
|          | 9         | 4       | Pjotr Degtjarjov        | Bản mẫu:Lá cờlink                                |           | DNS     |
|          | 12        | 3       | César Cielo             | Bản mẫu:Lá cờlink                                |           | DNS     |
|          | 4         | 0       | Abdelmalik Muktar       | Bản mẫu:Lá cờlink                                |           | DSQ     |
|          | 4         | 9       | Temaruata Strickland    | Bản mẫu:Lá cờlink                                |           | DSQ     |

### Bán kết
Bán kết bắt đầu lúc 18 giờ 9 phút.

#### Bán kết 1
| Xếp hạng | Làn bơi | Tên vận động viên  | Quốc tịch         | Thời gian | Ghi chú |
| -------- | ------- | ------------------ | ----------------- | --------- | ------- |
| 1        | 4       | Nathan Adrian      | Bản mẫu:Lá cờlink | 21.37     | Q, NR   |
| 2        | 3       | Marco Orsi         | Bản mẫu:Lá cờlink | 21.86     | Q       |
| 3        | 5       | Vladimir Morozov   | Bản mẫu:Lá cờlink | 22.02     | VBT     |
| 4        | 6       | Krisztián Takács   | Bản mẫu:Lá cờlink | 22.07     |         |
| 5        | 7       | Shinri Shioura     | Bản mẫu:Lá cờlink | 22.08     |         |
| 6        | 8       | Odysseus Meladinis | Bản mẫu:Lá cờlink | 22.14     |         |
| 7        | 2       | Katsumi Nakamura   | Bản mẫu:Lá cờlink | 22.15     |         |
| 8        | 1       | Ning Zetao         | Bản mẫu:Lá cờlink | 22.18     |         |

#### Bán kết 2
| Thứ hạng | Làn bơi | Tên vận động viên | Quốc tịch         | Thời gian | Ghi chú |
| -------- | ------- | ----------------- | ----------------- | --------- | ------- |
| 1        | 4       | Florent Manaudou  | Bản mẫu:Lá cờlink | 21.41     | Q       |
| 2        | 3       | Bruno Fratus      | Bản mẫu:Lá cờlink | 21.60     | Q       |
| 3        | 6       | Benjamin Proud    | Bản mẫu:Lá cờlink | 21.88     | Q       |
| 4        | 5       | Kristian Golomeev | Bản mẫu:Lá cờlink | 21.89     | Q       |
| 5        | 2       | Andriy Hovorov    | Bản mẫu:Lá cờlink | 21.93     | Q       |
| 6        | 8       | Anthony Ervin     | Bản mẫu:Lá cờlink | 22.02     | VBT     |
| 7        | 7       | Matthew Abood     | Bản mẫu:Lá cờlink | 22.16     |         |
| 8        | 1       | Andrey Grechin    | Bản mẫu:Lá cờlink | 22.66     |         |

#### Vòng bơi thêm
Vòng bơi thêm bắt đầu lúc 19 giờ 38 phút.
| Thứ hạng | Làn bơi | Tên vận động viên | Quốc tịch         | Thời gian | Ghi chú |
| -------- | ------- | ----------------- | ----------------- | --------- | ------- |
| 1        | 4       | Vladimir Morozov  | Bản mẫu:Lá cờlink | 21.90     | Q       |
| 2        | 5       | Anthony Ervin     | Bản mẫu:Lá cờlink | 21.98     |         |

### Chung kết
Chung kết bắt đầu lúc 17 giờ 39 phút ngày 8 tháng 8.
| Thứ hạng | Làn bơi | Tên vận động viên | Quốc tịch         | Thời gian | Ghi chú |
| -------- | ------- | ----------------- | ----------------- | --------- | ------- |
| 1        | 5       | Florent Manaudou  | Bản mẫu:Lá cờlink | 21.19     |         |
| 2        | 4       | Nathan Adrian     | Bản mẫu:Lá cờlink | 21.52     |         |
| 3        | 3       | Bruno Fratus      | Bản mẫu:Lá cờlink | 21.55     |         |
| 4        | 8       | Vladimir Morozov  | Bản mẫu:Lá cờlink | 21.56     |         |
| 5        | 1       | Andriy Hovorov    | Bản mẫu:Lá cờlink | 21.86     |         |
| 5        | 6       | Marco Orsi        | Bản mẫu:Lá cờlink | 21.86     |         |
| 7        | 7       | Kristian Golomeev | Bản mẫu:Lá cờlink | 21.98     |         |
| 8        | 2       | Benjamin Proud    | Bản mẫu:Lá cờlink | 22.04     |         |